# Синагога Хабад (Херсон)
Синагога «Хабад» (также "Хабад 1") — единственная действующая синагога Херсона по улице Театральной (бывшая Горького), 27 (1895—1899).

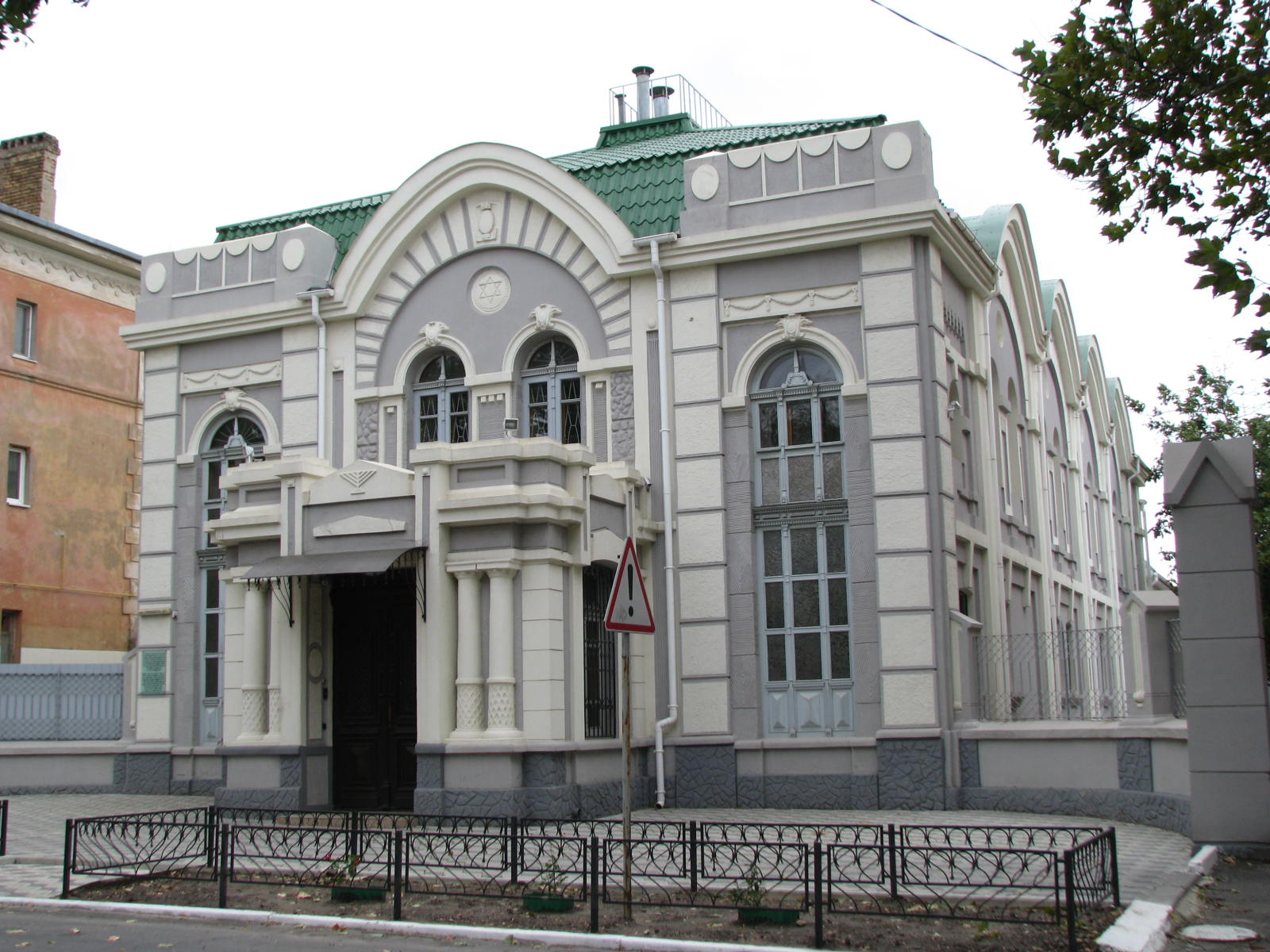
Синагога «Хабад» после реставрации фасада

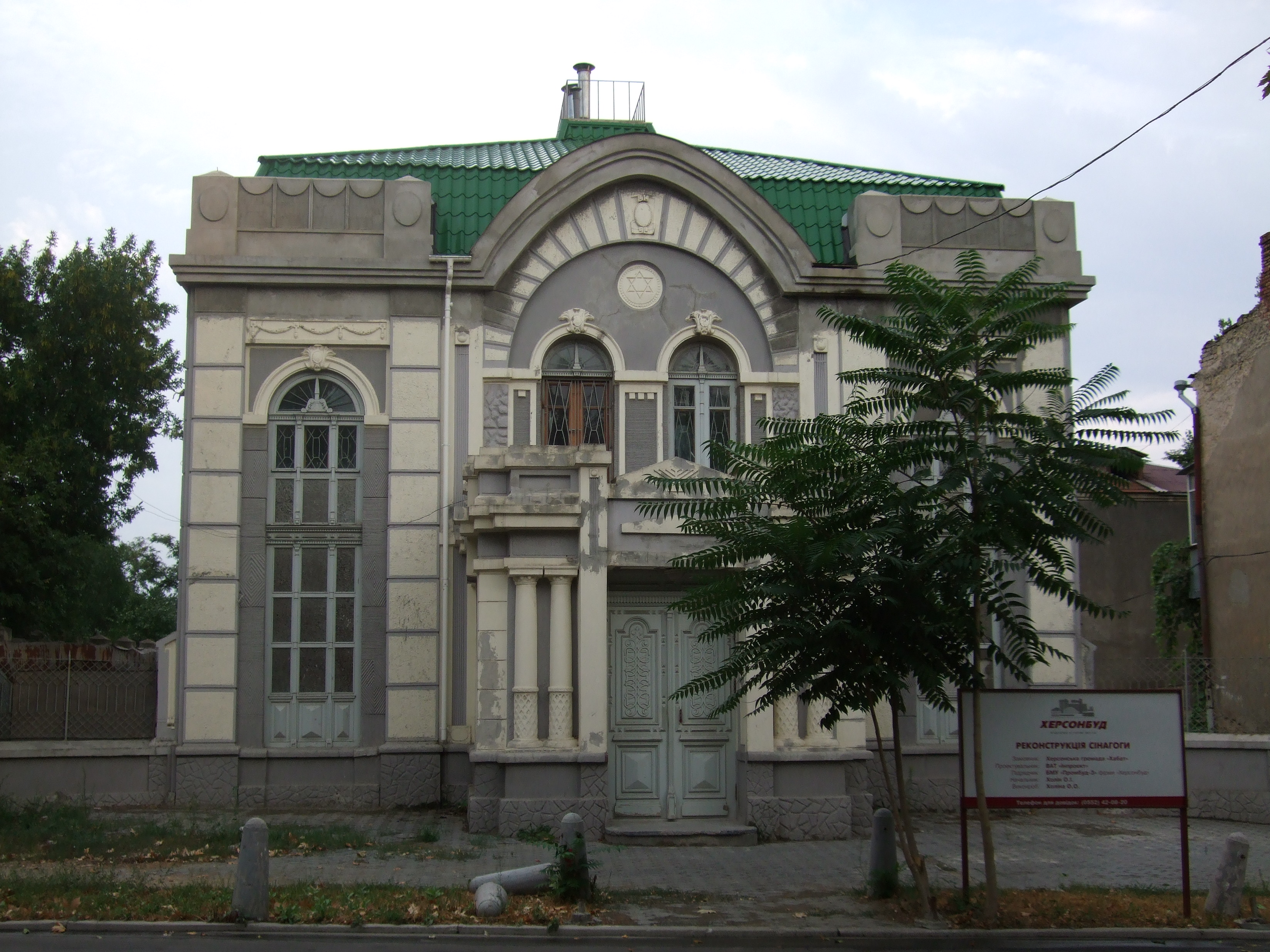
Синагога Хабад в стадии ремонта

## История
Синагога хасидов. Построена в 1895 году на северной стороне бывшей ул. Витовской (№ 21) между ул. Румянцевской и Воронцовской на месте более старой, обозначенной на плане 1855 года. Посещаемость на начало XX века — 1500 человек.
До 1941 года синагога действовала как молитвенный дом еврейской общины. Во время оккупации немцами здание было сожжено. Восстановлено в 1947 году и преобразовано в 1952 году под общежитие для молодых работников завода им. Петровского, а в дальнейшем — под вытрезвитель. В конце 1980-х было возвращено еврейской общине и осенью 1990 года синагога восстановила свою деятельность. В 1999 году проведён капитальный ремонт. В 2003–2005 годах проведена полная внутренняя реконструкция с пристройкой новой части здания с юга. Пожертвования на реставрационные работы шли из Америки и Израиля.

### Современность
В синагоге находится Херсонская иудейская религиозная община «Хабад», действует областной центр возрождения еврейской культуры и религии.

## Галерея

Интерьер херсонской синагоги «Хабад»
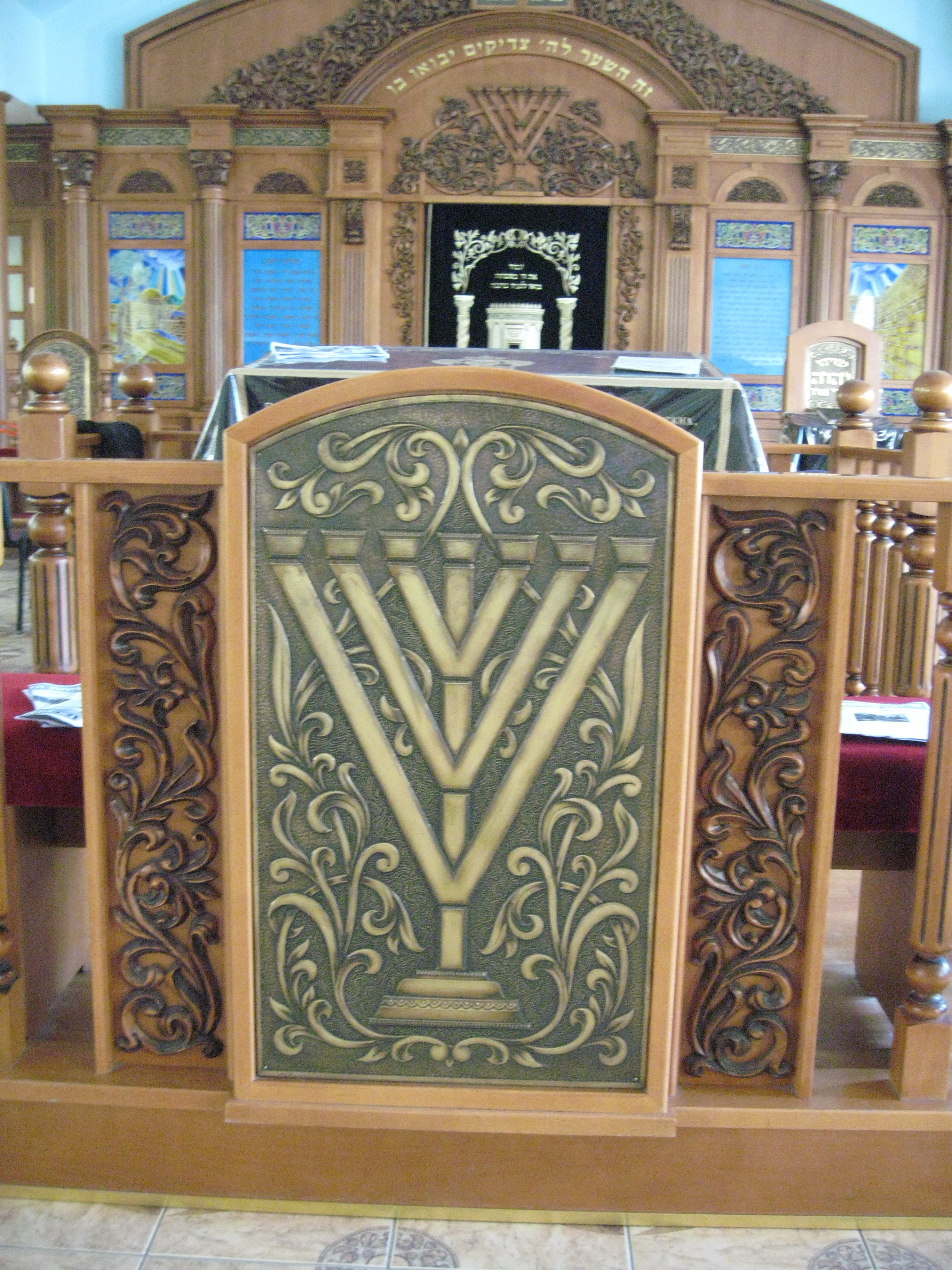
Бима — особенный стол для чтения Торы
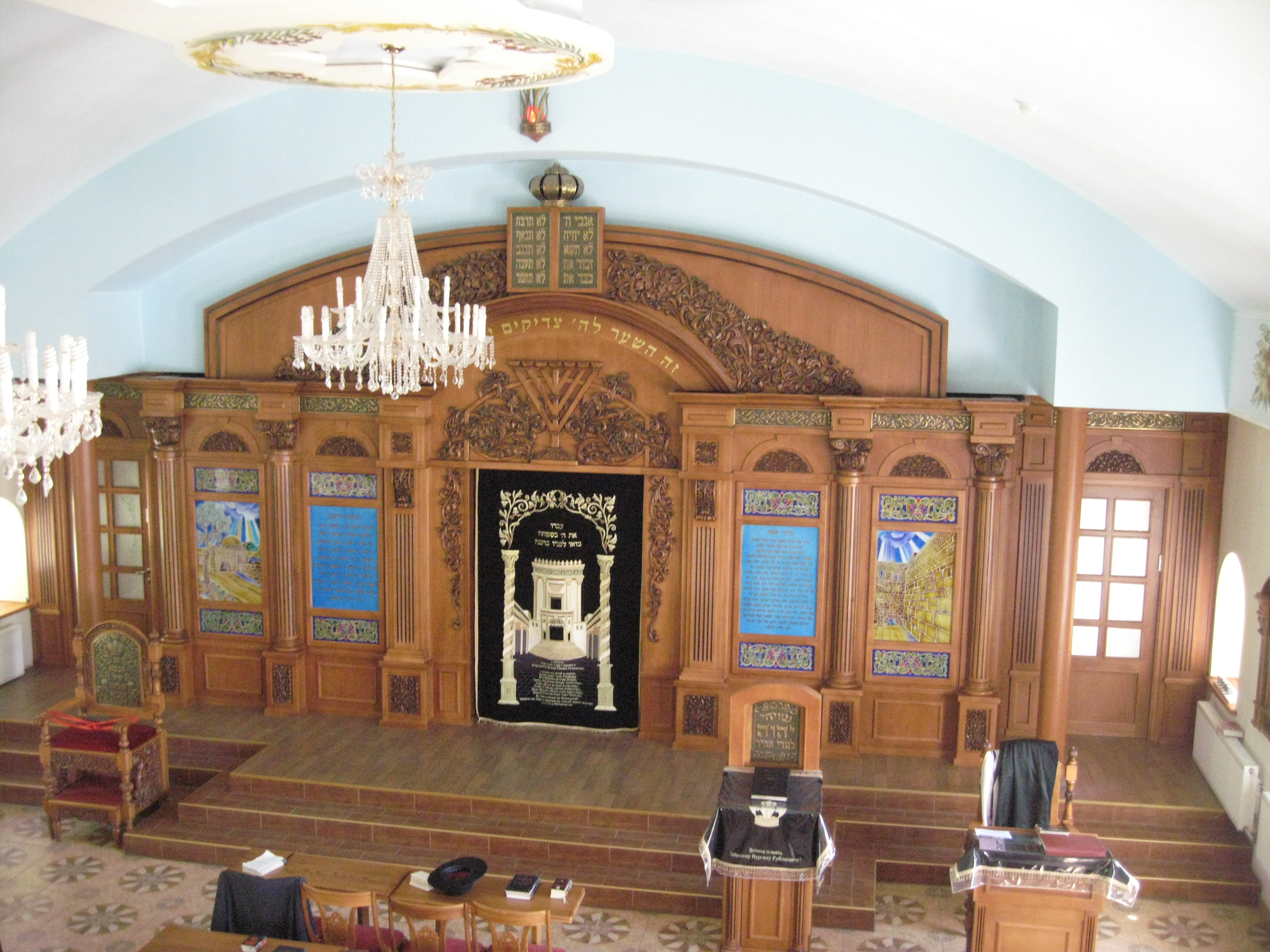
вид интерьера молитвенного зала с балкона
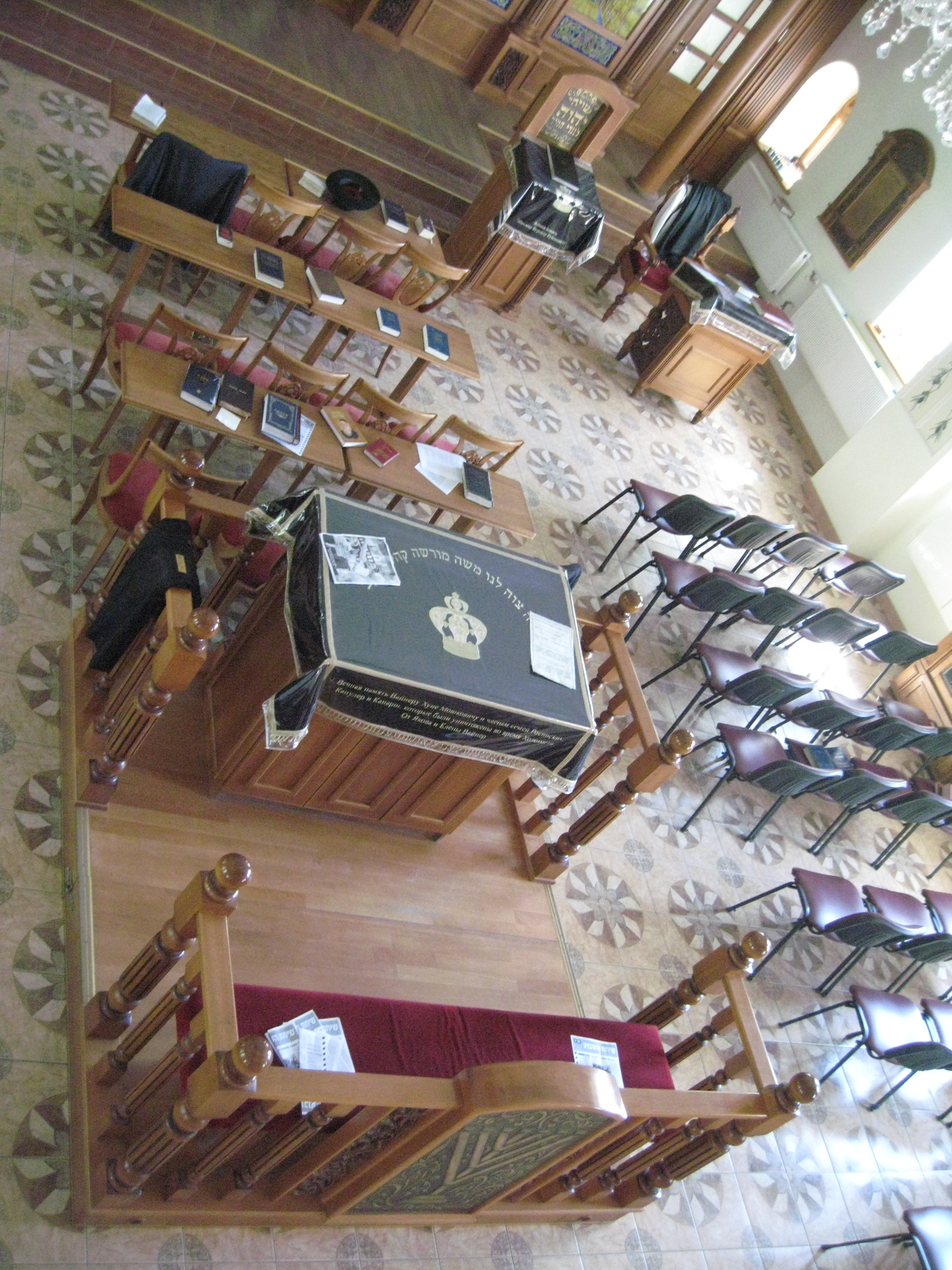
молитвенный зал, кафедра для чтения Торы — бима
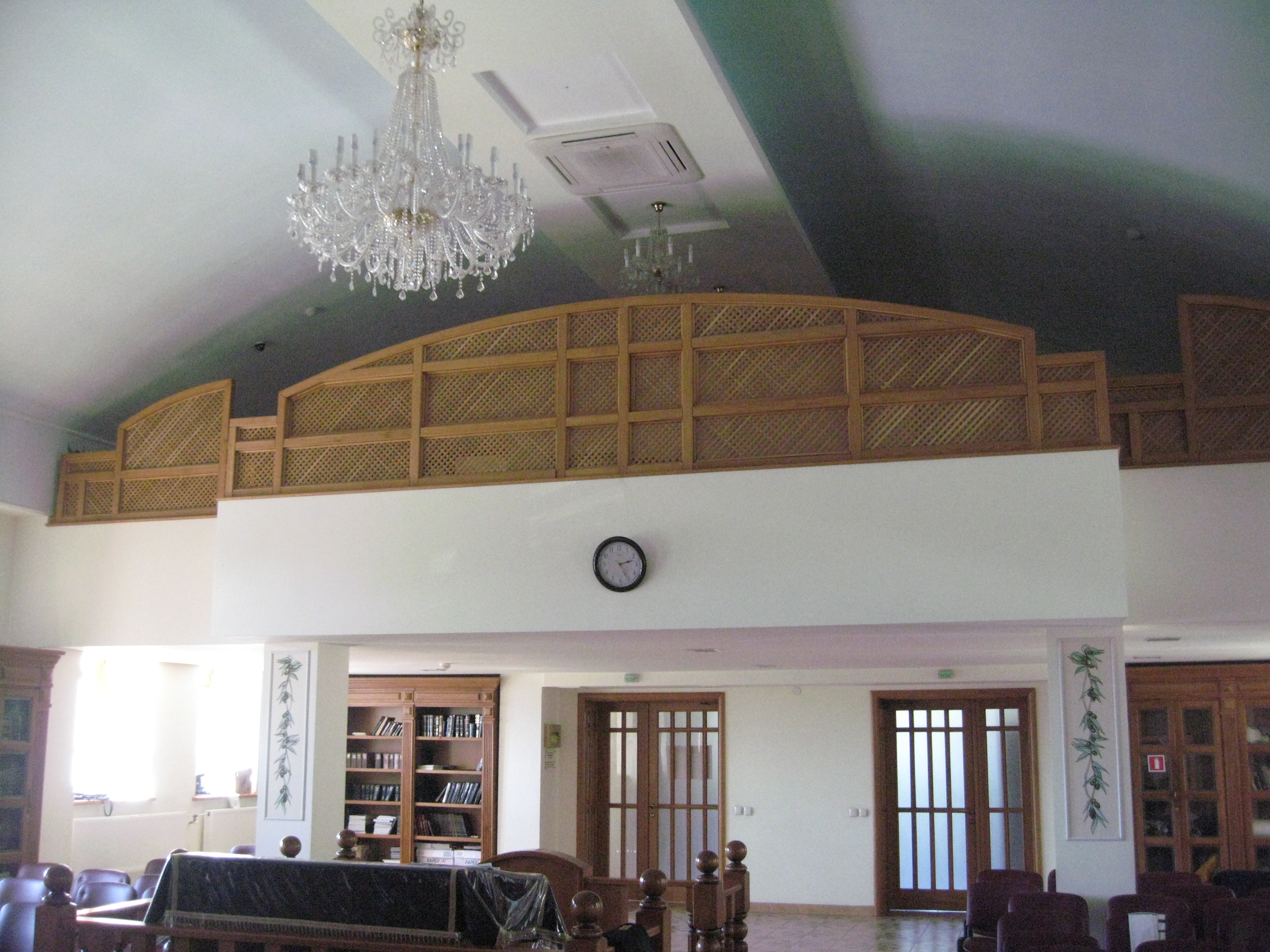
балкон — женская часть молитвенного зала синагоги
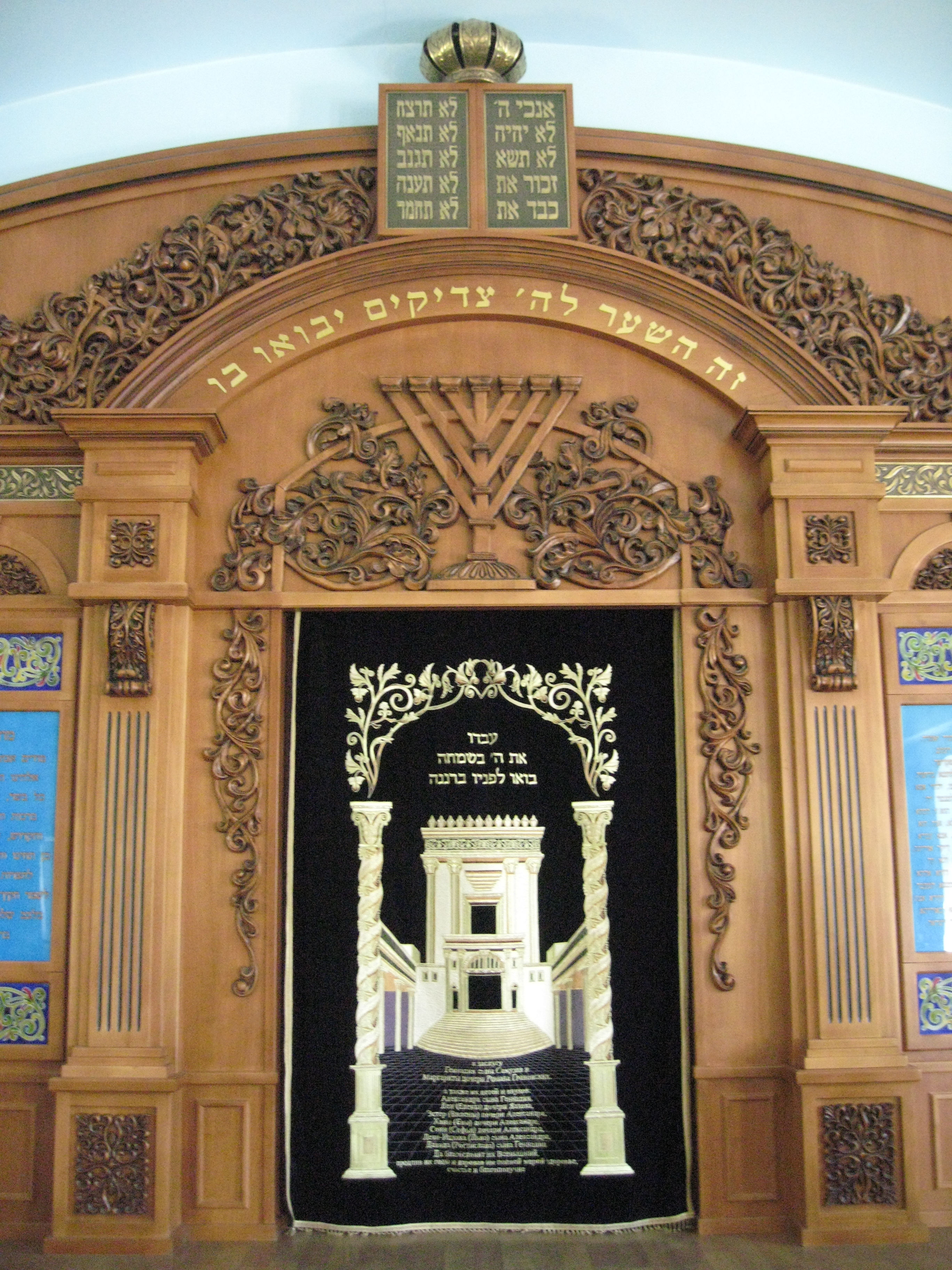
Арон Кодеш в синагоге «Хабад», Херсон

Фото синагоги 2008 года до окончания внешнего ремонта
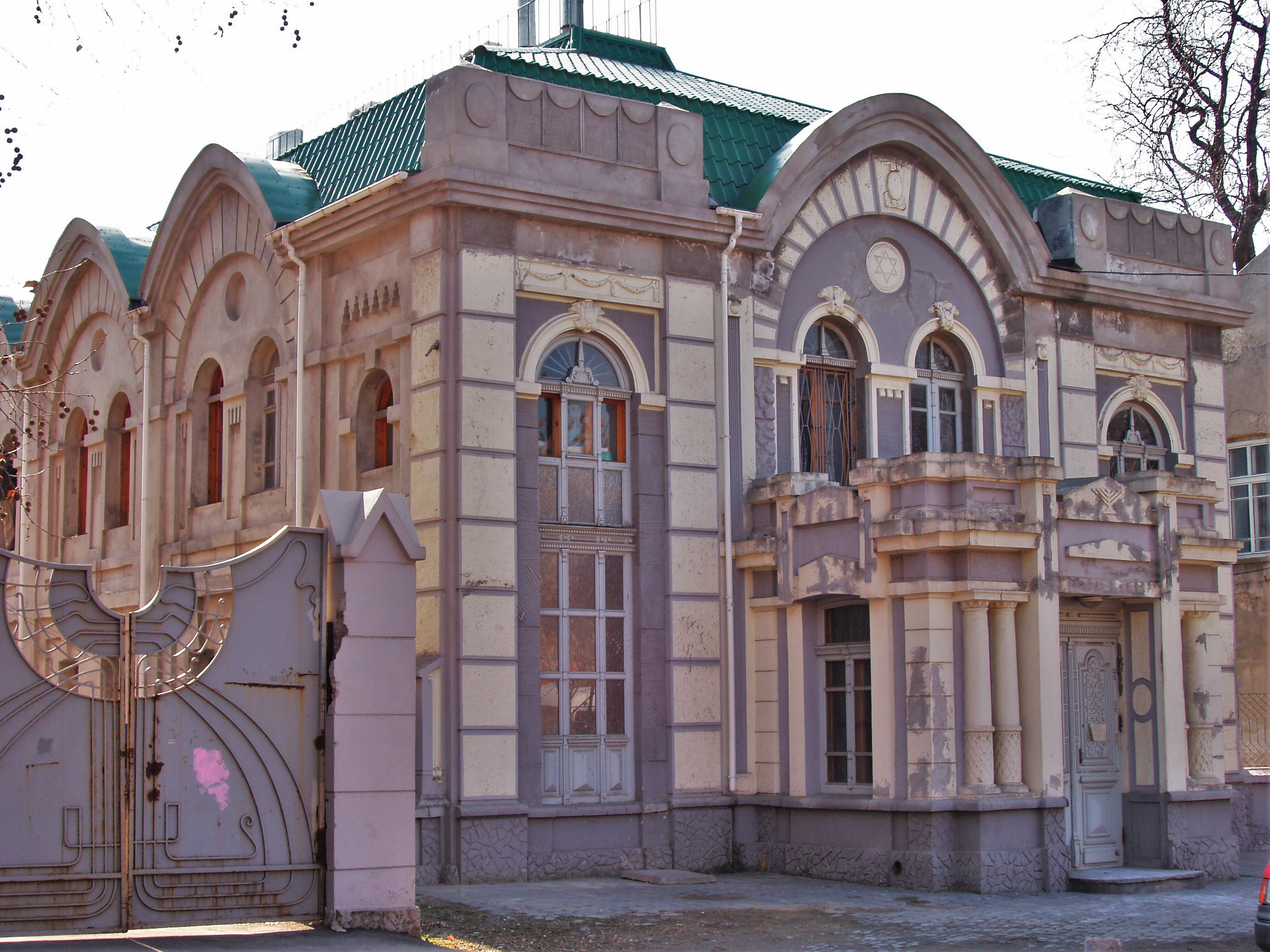
главный вход в синагогу
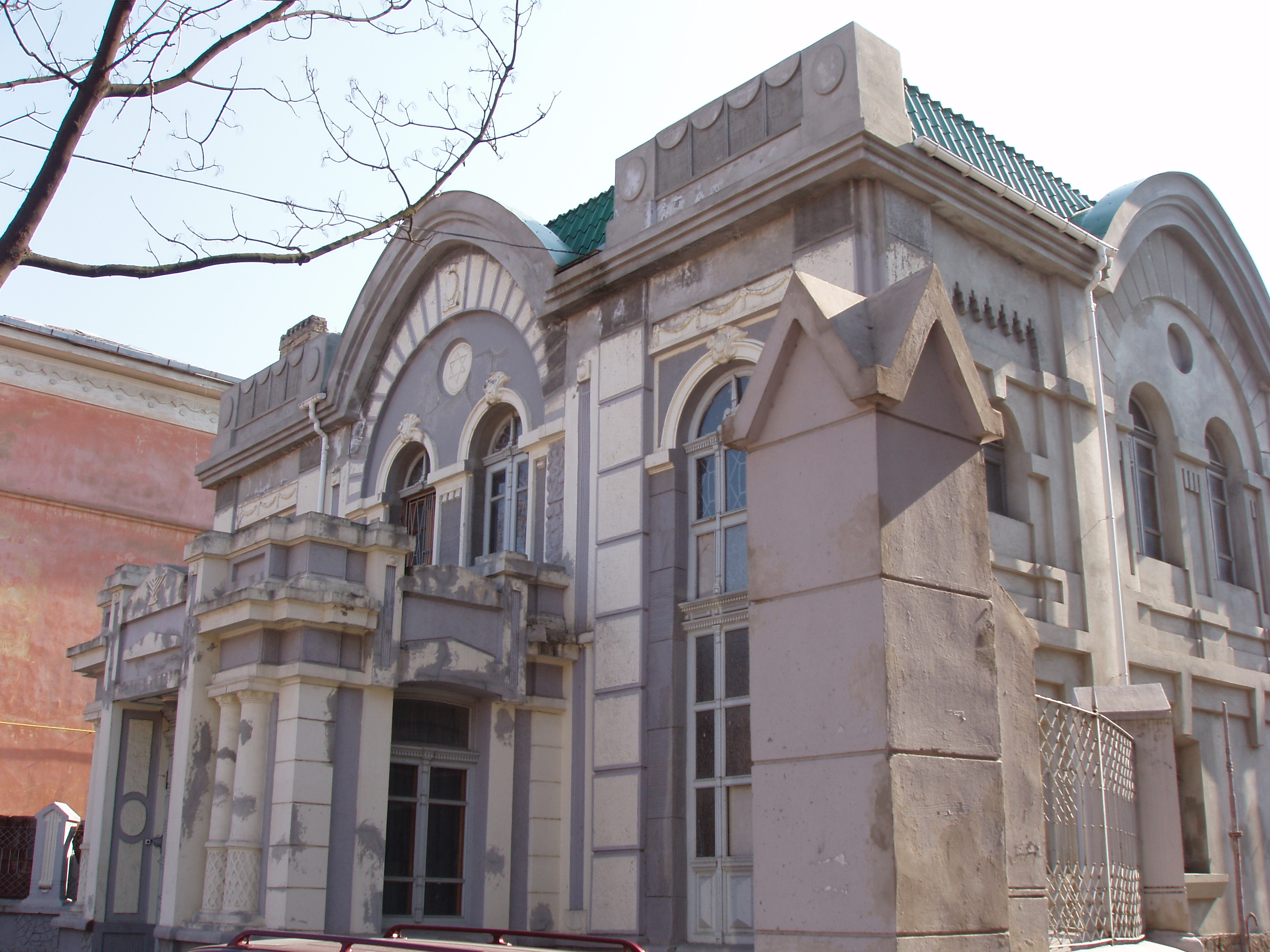
придомовый столб как архитектурный объект
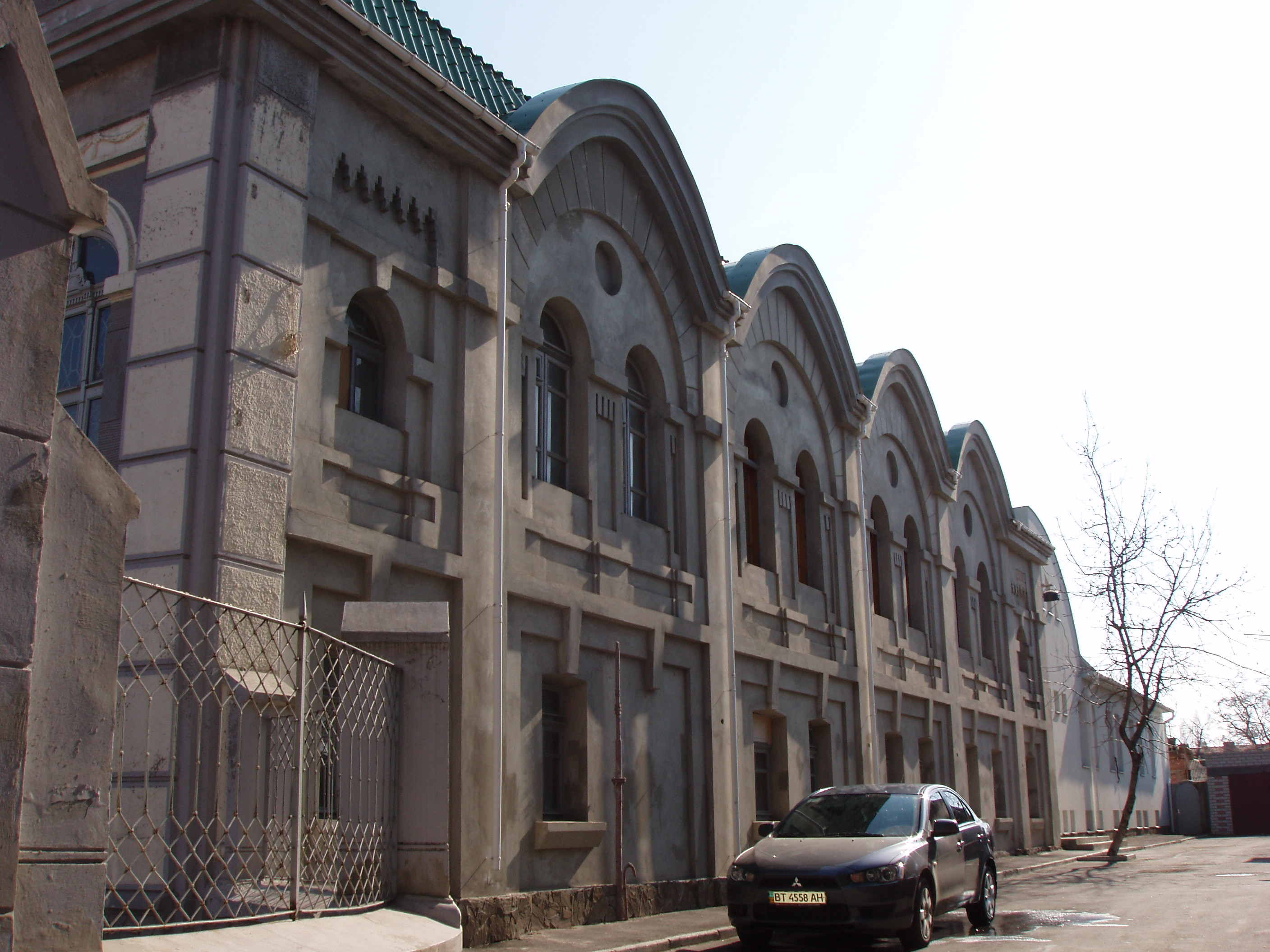
боковая стена синагоги